# Spike Jonze
Spike Jonze, nome d'arte di Adam Spiegel (Rockville, 22 ottobre 1969), è un regista, sceneggiatore, attore e produttore cinematografico statunitense, autore di film, spot pubblicitari e di molti videoclip musicali.
È noto per aver diretto i film Essere John Malkovich (1999), Il ladro di orchidee (2002), Nel paese delle creature selvagge (2009) e Lei (2013).
Nel corso della sua carriera si è aggiudicato un Premio Oscar alla migliore sceneggiatura originale, un Golden Globe alla migliore sceneggiatura ed un National Board of Review al miglior regista per Lei.

## Biografia
Jonze, dopo aver girato diversi video di skateboard, ha raggiunto il successo grazie alla commedia nera Essere John Malkovich (1999) e al film Il ladro di orchidee (2002), entrambi scritti da Charlie Kaufman. Oltre al cinema, Jonze è celebre anche per essere co-creatore e produttore della serie televisiva di MTV Jackass e di Jackass: The Movie.
In alcune occasioni ha usato lo pseudonimo Richard Coufey (o Koufey, o Couffe) ed è anche il cofondatore e l'editore della rivista Dirt, così come è editore anche del Grand Royal Magazine.
Nel 2009 dirige Nel paese delle creature selvagge, il suo terzo lungometraggio, la cui colonna sonora è firmata dalla cantante Karen O del gruppo indie rock statunitense Yeah Yeah Yeahs, e nel 2014 esce Lei.
È stato candidato a quattro premi Oscar: miglior regista per Essere John Malkovich, miglior film, miglior sceneggiatura originale e miglior brano originale per Lei. Nel 2014 si è aggiudicato sia il Golden Globe che il premio Oscar per la miglior sceneggiatura originale per Lei.

## Filmografia

### Regista

#### Cinema
- Essere John Malkovich (Being John Malkovich) (1999)
- Il ladro di orchidee (Adaptation) (2002)
- Nel paese delle creature selvagge (Where the Wild Things Are) (2009)
- Lei (Her) (2013)

#### Documentari
- La storia dei Beastie Boys (2020)

#### Cortometraggi
- Torrance Rises (1999)
- I'm Here (2010)

### Attore

#### Cinema
- Mi vida loca, regia di Allison Anders (1993)
- The Game - Nessuna regola (The Game), regia di David Fincher (1997)
- Essere John Malkovich (Being John Malkovich), regia di Spike Jonze (1999)
- Three Kings, regia di David O. Russell (1999)
- Keep Your Eyes Open (2002) – documentario
- Jackass: The Movie, regia di Jeff Tremaine (2002)
- Jackass Number Two, regia di Jeff Tremaine (2006)
- Nel paese delle creature selvagge, regia di Spike Jonze (Where the Wild Things Are) (2008)
- L'arte di vincere (Moneyball), regia di Bennett Miller (2011) – non accreditato
- Jackass presenta: Nonno cattivo (Jackass Presents: Bad Grandpa), regia di Jeff Tremaine (2013)
- The Wolf of Wall Street, regia di Martin Scorsese (2013)
- Babylon, regia di Damien Chazelle (2022)

#### Televisione
- Jackass – serie TV, 1 episodio (2002)
- Girls – serie TV, 1 episodio (2015)

#### Cortometraggi
- Pig!, regia di (1996)
- Torrance Rises, regia di Lance Bangs e Spike Jonze (1999)

### Sceneggiatore
- Jackass (2000) – serie TV
- Jackass: The Movie (2002)
- Nel paese delle creature selvagge (Where the Wild Things Are) (2008)
- Jackass presenta: Nonno cattivo (Jackass Presents: Bad Grandpa) (2013)
- Lei (Her) (2013)

### Doppiatore
- Lei (Her), regia di Spike Jonze (2013)

### Produttore
- Nine Days, regia di Edson Oda (2020)

## Videoclip
Lista in ordine cronologico:
- 100% - Sonic Youth (1992)
- Video Days - Blind (1992)
- Time for Livin' - The Beastie Boys (1993)
- Cannonball - The Breeders (1993)
- Country at War - X (1993)
- Daughter of the Kaos - Luscious Jackson (1993)
- Hang On - Teenage Fanclub (1993)
- High in High School - Chainsaw Kittens (1993)
- All About Eve - Marxman (1994)
- Buddy Holly - Weezer (1994)
- Ditch Digger - Rocket From the Crypt (1994)
- Divine Hammer - The Breeders (1994)
- Feel the Pain - Dinosaur Jr. (1994)
- I Can't Stop Smiling - Velocity Girl (1994)
- If I Only Had a Brain - MC 900 Ft. Jesus (1994)
- Old Timer - That Dog (1994)
- Ricky's Theme - Beastie Boys (1994)
- Sabotage - Beastie Boys (1994)
- Sure Shot - Beastie Boys (1994)
- Undone (The Sweater Song) - Weezer (1994)
- California - Wax (1995)
- Car Song - Elastica (1995)
- Crush with Eyeliner - R.E.M. (1995)
- Freedom of '76 - Ween (1995)
- It's Oh So Quiet - Björk (1995)
- The Diamond Sea - Sonic Youth (1995)
- Who Is Next? - Wax (1995)
- Drop - The Pharcyde (1996)
- Da Funk - Daft Punk (1997)
- Electrobank - The Chemical Brothers (1997)
- Electrolite - R.E.M. (1997)
- It's All About the Benjamins (rock version) - Puff Daddy (1997)
- Liberty Calls - Mike Watt (1997)
- Shady Lane - Pavement (1997)
- Sky's the Limit - The Notorious B.I.G. (1997)
- Home - Sean Lennon (1998)
- Praise You - Fatboy Slim (1998)
- Root Down (version 2) - The Beastie Boys (1998)
- The Rockefeller Skank (version 1) - Fatboy Slim (1998)
- What's Up, Fatlip? - Fatlip (2000)
- Wonderboy - Tenacious D (2000)
- Island in the Sun - Weezer (2001)
- Weapon of Choice - Fatboy Slim (2001)
- It's in Our Hands - Björk (2002)
- Big Brat - Phantom Planet (2003)
- Get Back - Ludacris (2004)
- Y Control - Yeah Yeah Yeahs (2004)
- Triumph of a Heart - Björk (2005)
- Flashing Lights - Kanye West (2008)
- Heaven - UNKLE (2009)
- 25 - AsDSSka (2009)
- Drunk Girls - LCD Soundsystem (2010)
- The Suburbs - Arcade Fire (2010)
- Otis - Jay-Z, Kanye West (2011)
- Don't Play No Game That I Can't Win - Beastie Boys (2011)
- Afterlife - Arcade Fire (2013)
- KENZO World - Kenzo (2016)
- Someday - Apple AirPods (2025)

## Riconoscimenti
- Premio Oscar
  - 2000 – Candidatura per il miglior regista per Essere John Malkovich
  - 2014 – Candidatura per il miglior film per Lei
  - 2014 – Migliore sceneggiatura originale per Lei
  - 2014 – Candidatura per la migliore canzone (condiviso con Karen O) per Lei
- Golden Globe
  - 2003 – Candidatura per il miglior film commedia o musicale per Il ladro di orchidee
  - 2003 – Candidatura per il miglior regista per Il ladro di orchidee
  - 2014 – Candidatura per il miglior film commedia o musicale per Lei (2013)
  - 2014 – Migliore sceneggiatura per Lei

- MTV Video Music Awards
  - 2001 – Miglior regia per

## Doppiatori italiani
- Mino Caprio in Jackass: il film, Jackass: Number Two
- Roberto Gammino in Three Kings
- Corrado Conforti in L'arte di vincere
- Christian Iansante in The Wolf of Wall Street
- Alessandro Budroni in Babylon

Da doppiatore è sostituito da:
- Nanni Baldini in Lei